# 헤라르도 아르테아가
헤라르도 다니엘 아르테아가 사모라(스페인어: Gerardo Daniel Arteaga Zamora, 1998년 9월 7일 ~ )는 멕시코의 축구 선수이다. 포지션은 레프트 백이다. 현재 리가 MX의 몬테레이 소속이다.